# مركزية صينية
تشير المركزية الصينية إلى رؤية للعالم تكون فيها الصين المركز السياسي والاقتصادي والثقافي للعالم. وبالإمكان اعتبار المركزية الصينية نظيرًا للمركزية الأوروبية.

## نظرة عامة والسياق
استنادًا إلى سياقها التاريخي، يمكن أن تشير المركزية الصينية إما إلى استعراقية مجتمع وثقافة الهان، أو إلى التصور الحديث للزهونغوا مينزو الذي كان سائدًا ضمن أوساط النخبة الصينية حتى السقوط النهائي لسلالة تشينغ. وصل ذلك التصور إلى نهايته في القرن التاسع عشر وتلقى ضربات جديدة عديدة في القرن العشرين، ونتيجة لذلك لا يتمتع اليوم بشعبية واسعة لدى الشعب الصيني.
في العصور ما قبل الحديثة، عادة ما أخذ المصطلح صيغة تنظر إلى الصين بصفتها الحضارة الأكثر تقدمًا في العالم، وتنظر إلى الجماعات الإثنية الخارجية أو الأمم الأجنبية على أنها غير متحضرة بدرجات متفاوتة، وهو تمييز يُعرف باللغة الصينية بتمييز هوا يي. 

## نظام المركزية الصينية
كان نظام المركزية الصينية نظامًا تراتبيًا للعلاقات الدولية التي سادت في شرق آسيا قبل تبني نظام سيادة وستفاليا في العصور الحديثة. اعتُبرت الدول المجاورة مثل اليابان (التي قطعت علاقتها الإقطاعية بالصين خلال فترة أسوكا نظرًا إلى أنها كانت تعد نفسها حضارة فردانية ومضاهية) وكوريا ومملكة ريوكيو وفيتنام كإقطاعيات للصين. فُسرت العلاقات بين الإمبراطورية الصينية وهذه الشعوب بأنها علاقات تابع قدمت في ظلها هذه البلاد ترفيدات لإمبراطور الصين. كانت المناطق غير الواقعة تحت نفوذ المركزية الصينية تسمى هواواي زهي دي («الأراضي خارج الحضارة»).
وقفت الصين، التي كانت تحكمها سلالة اعتنقت فلسفة انتداب السماء، في قلب هذا النظام. اعتبرت هذه «السلالة السماوية»، التي تميزت بقوانين الأخلاق والملكية الكونفوشية الخاصة بها، نفسها الحضارة الأبرز في العالم، واعتُبر إمبراطور الصين الإمبراطور الشرعي الوحيد في العالم بأسره (جميع الأراضي تحت السماء).
في ظل هذه الصيغة للعلاقات الدولية، كانت الصين الدولة الوحيدة التي تستخدم لقب إمبراطور في حين كانت الدول الأخرى تُحكم من قبل ملوك. واعتُبر الأباطرة الصينيون أبناء السماء. كان استخدام اليابانيين لمصطلح تينو (الملك السماوي) للإشارة إلى حكام اليابان تقويضًا لهذا المبدأ. على مر التاريخ، أشار الكوريون أحيانًا إلى حكامهم بالملك تماشيًا مع الإيمان الكوري التقليدي بذرية السماء.
كان كلا التطابق بين مركز البلاد وشرعية تعاقب السلالة جانبين أساسيين للنظام. كان مركز البلاد في الأصل مرادفًا لزهونغيوان، التي كانت منطقة توسعت من خلال الغزو والاحتلال على مدى قرون عديدة. مر تفسير تعاقب السلالة في بعض الأزمنة بتغيرات جذرية، مثل فترة حكم سلالة سونغ الجنوبية التي خسرت خلالها مركز البلاد التقليدي لسلالة جين. كانت هناك حلقات مركزية خارج المركز. ولم تكن الأقليات الإثنية المحلية تُعتبر «بلدانًا أجنبية». إلا أنها كانت محكومة من قبل قادتها المحليين الذين كانوا يسمون توسي، والذين كانوا خاضعين لاعتراف البلاط الصيني ومستثنيين من النظام البيروقراطي الصيني.
خارج هذه الحلقة كانت الدول الرافدة التي كانت تدفع ترفيدات للإمبراطور الصيني والتي كانت الصين تفرض ولايتها عليها. في ظل سلالة مينغ، حين وصل نظام الترفيد إلى ذروته، أُدرجت هذه الدول ضمن عدد من المجموعات. كان برابرة الجنوب الشرقي (المجموعة ١) يسيطرون على بعض الدول الرئيسية في شرق آسيا وجنوب شرق آسيا مثل كوريا واليابان ومملكة ريوكيو وفيتنام وتايلند وتشامبا وجافا. وكانت مجموعة ثانية من برابرة الجنوب الشرقي تغطي بلدانًا مثل سولو ومالاكا وسري لانكا. والعديد من هذه البلدان هي دول مستقلة في العصر الحديث.
إضافة إلى ذلك، كان هناك برابرة الشمال وبرابرة شمال الشرق، ومجموعتين كبيرتين من البرابرة الغربيين (من شانشي، غرب لانزهو، وسنجان يومنا هذا)، ولم تستمر أي من هذه المجموعات حتى العصور الحديثة ككيانات مستقلة أو منفصلة.
تعقدت الأوضاع نظرًا إلى أن بعض الدول الرافدة كانت تمتلك روافدها الخاصة. كانت لاوس رافدة لفيتنام في حين كانت مملكة ريوكيو تدفع ترفيدات لكل من الصين واليابان. كانت جزيرة تسوشيما أيضًا رافدة لسلالتي غوريو وجوسيون في كوريا.
خارج حلقة الدول الرافدة كانت هناك بلدان تمتلك علاقات تجارية مع الصين. فمثلًا كان يُسمح للبرتغاليين أن يتاجروا مع الصين من إقليم مؤجر في ماكاو إلا أنهم لم يدخلوا بصورة رسمية ضمن نظام الترفيد. خلال حكم سلالة تشينغ لتايوان، استخدم بعض موظفي سلالة تشينغ مصطلح هواواي زهي دي للإشارة إلى تايوان (فورموسا)، وبشكل خاص على مناطق في تايوان لم تُحرث أو تتطور بعد بالكامل وتحت سيطرة حكومة تشينغ.
في حين ثمة ميل إلى تعريف المركزية الصينية بأنها نظام للعلاقات الدولية بإلهام سياسي، فإنه كان يمتلك في الحقيقة جانبًا اقتصاديًا هامًا. وفر نظام التجارة والترفيد المركزي الصيني لشمال شرق وجنوب شرق آسيا إطارًا سياسيًا واقتصاديًا للتجارة الدولية. وكان يتعين على الدول الراغبة بالتجارة مع الصين أن تخضع لعلاقة مهيمن\تابع مع الملك الصيني. بعد تقلد الحاكم المعني للمنصب، سُمح للبعثات بالقدوم إلى الصين لدفع الترفيدات للإمبراطور الصيني. وقُدمت أعطيات مقابلة للبعثات الرافدة. وأُصدرت رخص خاصة للتجار الذين رافقوا هذه البعث ليقوموا بأعمال تجارية. وسُمح بالتجارة أيضًا في أراض حدودية وموانئ محددة. كانت منطقة التجارة المركزية الصينية هذه ترتكز على استخدام الفضة كعملة مع تحديد الأسعار بحسب الأسعار الصينية.
لم يواجه النموذج المركزي الصيني تحديًا إلى أن احتك بالقوى الأوروبية في القرنين الثامن عشر والتاسع عشر، وعلى وجه التحديد بعد حرب الأفيون الأولى. كان ذلك يعود بشكل جزئي إلى حقيقة أن الاحتكاك الدائم بين الإمبراطورية الصينية وبين الإمبراطوريات الأخرى في العصر ما قبل الحديث كان احتكاكًا محدودًا. بحلول أواسط القرن التاسع عشر، كانت الصين الإمبراطورية قد تجاوزت فترة ذروتها وكانت على وشك الانهيار.
في أواخر القرن التاسع عشر، حل نظام الدول المتعددة الويستفالي محل نظام الدولة الرافدة المركزي الصيني في شرق آسيا.

## ردود البلدان الأخرى
ضمن آسيا، نالت المركزية الاقتصادية والثقافية للصين اعترافًا وخضعت معظم البلدان للنموذج المركزي الصيني، حتى لو كان ذلك فقط بهدف التمتع بفوائد العلاقات التجارية. إلا أنه يمكن ملاحظة الاختلافات الواضحة في الفروقات الدقيقة في ردود البلدان المختلفة.

### كوريا
حتى عهد ممالك كوريا الثلاث، كانت الدول الكورية الجنوبية محمية من الغزوات الصينية بفضل القوة العسكرية لدول كورية شمالية مثل غوغوريو التي حكمت الإقليم الشمالي من شبه الجزيرة الكورية ومنشوريا. اعتبرت غوغوريو نفسها دولة عظمى مضاهية للصين وتبنت نظامها المركزي الخاص مع الدول المجاورة. وتسبب رفضها في دفع أي ترفيدات واستمرارها في غزو الأراضي الشرقية للصين بسلسلة من الغزوات الصينية الضخمة لغوغوريو منذ عام 598 حتى عام 614، الأمر الذي أدى إلى نهاية كارثية وساهم بشكل رئيسي بسقوط سلالة سوي في عام 618. أيقظت هزائم مدوية كهذه شعورًا بتفوق إثني في غوغوريو وتواصل التوسع على نحو أبعد داخل الأراضي الصينية.
بعد سقوط غوغوريو على أيدي قوات سيلا المتحالفة، تبنت واحدة من ممالك كوريا الثلاث، وسلالة تانغ في عام 668، بصفتها الحاكم الوحيد لشبه الجزيرة الكورية، على الفور نظام الترفيد بين سيلا وتانغ. إلا أن صلات كهذه بين البلدين ضعفت كثيرًا بعد خضوع سيلا لغوريو التي ادعت أنها تخلِف غوغوريو.
بقيت علاقة غوريو مع سلالة سونغ الصينية علاقة تساو، إلا أن التجارة الثنائية الوثيقة وعالية الربح ازدهرت دون نظام الترفيد، إذ كان سعر نبتة جينسينغ التي كانت تُزرع في غوريو مرتفعًا في الصين، في حين كان الحرير الصيني يتمتع بشعبية كبيرة في غوريو. انتهت هذه العلاقة الودية مع الغزوات المغولية لكوريا في عام 1231 التي شكلت جزءًا من حملة عامة لغزو الصين وبقية آسيا. بعد 30 عامًا من المقاومة الشرسة، سعى كل من المغول وغوريو لعقد صلح وأصبحت غوريو دولة تابعة لسلالة يوان. وبعد فترة قصيرة على إضعاف سلالة يوان، استعادت غوريو الأراضي التي كانت قد خسرتها لمصلحة سلالة يوان عبر حملات عسكرية واستعادت أيضًا حقوقها السيادية.
إلا أن سلالة جوسيون (1392-1910) شجعت خلال عهدها على تبني المثل والمعتقدات الكونفوشية الكورية في المجتمع الكوري وأدخلت نفسها بشكل طوعي ضمن النظام المركزي الصيني. وبعد انقضاء عهد سلالة مينغ، التي عدت نفسها منتمية إلى هوا، اعتُبر أن الحضارة الثقافية انهارت تحت غزو سلالة تشينغ من منشوريا، والتي كانت تُعتبر من البرابرة، في عام 1644. ونُظر إلى سلالة مينغ بأنها آخر حضارة صينية حقيقية. 
بلغت المركزية الصينية في جوسيون نهايتها في القرن التاسع عشر حين سيطر الإمبراطور جوجونغ على الإمبراطورية الكورية.